# Ornella Bankolé
Ornella Bankolé (Auxerre, 17 settembre 1997) è una cestista francese.

## Carriera
Con la Francia arriva seconda ai Campionati europei del 2019.